# 瑟爾貝尼鄉
44°28′N 25°23′E / 44.467°N 25.383°E
瑟爾貝尼鄉（羅馬尼亞語：Comuna Sârbeni, Teleorman），是羅馬尼亞的鄉份，位於該國南部，由特列奧爾曼縣負責管轄，面積31平方公里，海拔高度142米，2007年人口1,610，人口密度每平方公里51人。